# Gélose à la phénylalanine
La phénylalanine (gélose) est un milieu de culture biochimique permettant la recherche de l'enzyme phénylalanine désaminase.

## Principe
Ce milieu catalyse la réaction suivante : phénylalanine → acide phénylpyruvique.
Le phénylpyruvate donne une teinte verte en présence d'ion ferrique.

## Composition
Composition pour la préparation d'un litre de milieu.

- L-Phénylalanine :.......................1 g
- Extrait de levure :.....................3 g
- Chlorure de sodium :....................5 g
- Hydrogénophosphate de potassium :.......1 g
- Agar-agar :............................12 g

pH = 7,3

## Lecture
Ce milieu est présenté en gélose incliné.
La lecture se fait après ajout de perchlorure de fer :
- pente verte après ajout de FeCl3 : PDA+ ;
- pente inchangée après ajout de FeCl3 : PDA-.